# Platypolia loda
Platypolia loda är en fjärilsart som beskrevs av John Kern Strecker 1898. Platypolia loda ingår i släktet Platypolia och familjen nattflyn. Inga underarter finns listade i Catalogue of Life.